# Konstantin Rurak
Konstantin Rurak, född den 9 april 1974 i Tjeljabinsk, Ryska SFSR, Sovjetunionen är en ukrainsk före detta friidrottare som tävlade i kortdistanslöpning.
Rurak deltog vid Olympiska sommarspelen 2000 där han blev utslagen på 100 meter i försöken. Han nådde semifinal vid EM 2002 men lyckades inte ta sig vidare till finalen. Däremot var han med i det ukrainska stafettlaget på 4 x 100 meter som vann guld vid samma mästerskap. 
Han deltog även vid VM 2003 på 100 meter och inomhus-VM 2004 på 60 meter utan att ta sig vidare från försöken.

## Personliga rekord
- 60 meter - 6,54
- 100 meter - 10,17